# Nibung (Puding Besar)
Nibung is een bestuurslaag in het regentschap Bangka van de provincie Bangka-Belitung, Indonesië. Nibung telt 2372 inwoners (volkstelling 2010).